# Bisceglie Calcio a 5 2006-2007
La voce raccoglie i dati riguardanti il Bisceglie Calcio a 5, squadra di calcio a 5 militante in serie A, nelle competizioni ufficiali del 2006-2007.

## Rosa
| N° | Naz.                 | Ruolo | Sportivo                     | Anno     |  |  |
| -- | -------------------- | ----- | ---------------------------- | -------- |  |  |
| -  | Brasile (bandiera)   | DIF   | Rodrigo Campagnaro           | 02.01.83 |  |  |
| -  | Italia (bandiera)    | LAT   | Angelo Cassanelli            | 18.10.88 |  |  |
| -  | Italia (bandiera)    | DIF   | Michele Catino               | 03.12.88 |  |  |
| -  | Brasile (bandiera)   | UNI   | Ezequiel Cavasin             | 10.07.83 |  |  |
| -  | Italia (bandiera)    | LAT   | Francesco De Cillis          | 23.06.85 |  |  |
| -  | Italia (bandiera)    | POR   | Daniele D'Addato             | 13.11.86 |  |  |
| -  | Brasile (bandiera)   | PIV   | Jader Fornari                | 31.01.83 |  |  |
| -  | Brasile (bandiera)   | LAT   | Raphael Lastrucci            | 15.02.82 |  |  |
| -  | Italia (bandiera)    | POR   | Claudio Lopopolo             | 11.11.83 |  |  |
| -  | Brasile (bandiera)   | LAT   | Tiago Lunardi                | 03.01.82 |  |  |
| -  | Brasile (bandiera)   | UNI   | Marcel Simon                 | 25.10.80 |  |  |
| -  | Brasile (bandiera)   | DIF   | Giovani Pedotti              | 06.09.82 |  |  |
| -  | Argentina (bandiera) | DIF   | Leandro Planas               | 28.11.75 |  |  |
| -  | Brasile (bandiera)   | PIV   | Diego Rodrigo Souza da Silva | 24.12.83 |  |  |
| -  | Brasile (bandiera)   | POR   | Marco Zaramello              | 26.01.82 |  |  |